# Abbotsbury
Abbotsbury – wieś w Anglii, w hrabstwie Dorset, w dystrykcie (unitary authority) Dorset. Leży 13 km na zachód od miasta Dorchester i 197 km na południowy zachód od Londynu. W 2001 miejscowość liczyła 505 mieszkańców.